# Hinojosa del Campo
Hinojosa del Campo és un municipi de la província de Sòria, a la comunitat autònoma de Castella i Lleó.
Al seu cementiri hi ha les restes del filòleg i poeta José María Valverde.